# Mns Gampong
Mns Gampong is een bestuurslaag in het regentschap Pidie Jaya van de provincie Atjeh, Indonesië. Mns Gampong telt 501 inwoners (volkstelling 2010).